# Župnija Koprivnik v Bohinju
Župnija Koprivnik v Bohinju je rimskokatoliška teritorialna župnija Dekanije Radovljica Nadškofije Ljubljana, ki jo upravlja Salezijanska družba sv. Janeza Boska. Župnijska cerkev je posvečena povišanju svetega Križa.